# Emil Bohn
Pour les articles homonymes, voir Bohn.
Emil Bohn, né le 14 janvier 1839 à Bielau, arrondissement de Neisse (de) et mort le 5 juillet 1909 à Breslau, est un bibliographe et chef de chœur prussien.

## Biographie
Emil Bohn étudie la philologie puis la musique à Breslau. Il est organiste à l'église Sainte-Croix de Breslau (de). Il fonde la Société chorale Bohn.

## Œuvres littéraires
- Bibliographie der Musikdruckwerke bis 1700, welche auf der Stadtbibliothek... zu Breslau aufbewahrt werden (1883).
- Die musikalischen Handschriften des 16. und 17. Jahrhunderts in der Stadtbibliotek zu Breslau (1890).
- Die Nationalhymnen der europäischen Völker (1908).